# Pjotr Semjonowitsch Ossadtschi
Pjotr Semjonowitsch Ossadtschi (russisch Пётр Семёнович Осадчий, ukrainisch Петро Семенович Осадчий Petro Semenowytsch Ossadtschyj; * 22. Februarjul. / 6. März 1866greg. in Schubowka, Gouvernement Kiew; † 21. Mai 1943) war ein ukrainisch-russischer Elektroingenieur und Hochschullehrer.

## Leben
Ossadtschi schloss 1885 in Bila Zerkwa die Realschule (Extraklasse der chemisch-technischen Abteilung) ab. Er studierte dann in St. Petersburg an der gerade eröffneten Hochschule des Posttelegrafenamtes, die 1891 das St. Petersburger Elektrotechnik-Institut (ETI) wurde. Nach dem Studienabschluss 1889 wurde er Jungmechaniker im St. Petersburger Posttelegrafenamt. 1893 wurde er Assistent des Chefs der Hauptverwaltung für innere Angelegenheiten des Posttelegrafenministeriums (bis 1915). 1894 trat er in die Russische Technik-Gesellschaft ein. 1896 begann er an der Höheren Elektrotechnik-Schule Schwachstromtechnik zu unterrichten für die Ausbildung der Fernmelder (bis 1914). 1898 wurde er als Professor auf den Lehrstuhl für elektrische Telegrafie des ETI berufen.
1906 bei der Stiftung des Popow-Preises des ETI gehörte Ossadtschi zur Preisverleihungskommission neben Pawel Woinarowski (Vorsitz), Alexander Krakau, Michail Schatelen, Nikolai Jegorow, Alexei Petrowski und anderen.
Nach der Oktoberrevolution wurde Ossadtschi 1918 Direktor des ETI (bis 1924) und 1919 Vorsitzender des Zentralen Elektrotechnik-Rates (bis 1929). Im November 1918 und im September 1919 war er im Zusammenhang mit dem Prozess gegen die Kadetten verhaftet und sogleich wieder freigelassen worden. Während des Kronstädter Matrosenaufstands wurde er wieder verhaftet, aber auf Anordnung Lenins unter Niederschlagung der Anklage sofort wieder freigelassen. 1921 wurde er Erster Stellvertretender Vorsitzender der Staatlichen Kommission für die Elektrifizierung Russlands, der späteren Staatlichen Plankommission (bis 1929). Sein Arbeitsschwerpunkt war die Organisation des Telefon-, Telegrafie- und Rundfunkverkehrs. 1927 war er Vorsitzender der Expertenkommission beim Komitee für den Bau des Wolga-Don-Kanals, 1928 Vorsitzender des Technik-Rates des Dneprostroi-Baukonzerns und 1929 Mitglied des Allrussischen Zentralen Exekutivkomitees.
Während der Stalinschen Säuberungen wurde Ossadtschi im Oktober 1930 verhaftet und im März 1931 im Rahmen des Prozesses gegen die fiktive konterrevolutionäre Industriepartei zum Erschießungstod verurteilt, was dann in 10 Jahre Arbeitslagerhaft umgewandelt wurde. 1935 wurde er vorzeitig entlassen. Die Rehabilitierung erfolgte 1989.